# Verwaltungsgemeinschaft Frensdorf
Die Verwaltungsgemeinschaft Frensdorf war eine vom 1. Mai 1978 bis 31. Dezember 2002 bestehende Verwaltungsgemeinschaft im oberfränkischen Landkreis Bamberg.
Bei der Gründung am 1. Mai 1978 gehörten ihr die Gemeinden Frensdorf, Pettstadt und Pommersfelden an.
Pommersfelden wurde am 31. Dezember 1979 aus der Verwaltungsgemeinschaft entlassen. Zum Jahresende 2002 löste sich die Verwaltungsgemeinschaft Frensdorf auf. Sitz der Verwaltung der Gemeinden Frensdorf und Pettstadt ist seither das jeweilige Rathaus.